# Noah Dobson
Noah Dobson (Summerside, Isla del Príncipe Eduardo, 7 de enero de 2000) es un jugador profesional canadiense de hockey sobre hielo que se desempeña en la posición de defensor derecho en New York Islanders, equipo de la National Hockey League (NHL).

## Carrera
Fue seleccionado en la primera ronda en la NHL Entry Draft de 2018. En 2019 hizo su debut profesional con el equipo New York Islanders, donde lleva jugando cinco temporadas.